# Allium hirtovaginum
Allium hirtovaginum là một loài thực vật có hoa trong họ Amaryllidaceae. Loài này được Candargy mô tả khoa học đầu tiên năm 1897.